# Hallie Rubenhold
Hallie Rubenhold (née en 1971 à Los Angeles) est une historienne et auteur britannique d'origine américaine,. Elle est spécialisée dans l'histoire sociale des XVIIIe et XIXe siècles et l'histoire des femmes. Son livre de 2019 The Five, sur la vie des femmes assassinées par Jack l'Éventreur, est présélectionné pour le Wolfson History Prize et remporte le Baillie Gifford Prize de Non-fiction.

## Jeunesse
Rubenhold est née à Los Angeles d'un père britannique et d'une mère américaine et entreprend un BA en histoire à l'Université du Massachusetts à Amherst. Elle obtient ensuite une maîtrise en histoire britannique et histoire de l'art et une maîtrise en histoire de l'Université de Leeds, sur le thème du mariage et de l'éducation des enfants au XVIIIe siècle. Rubenhold travaille également dans le monde de l'art commercial pour Philip Mold et en tant que conservateur adjoint pour la National Portrait Gallery.

## Carrière
En 2005, elle écrit une histoire accessible de Harris's List of Covent Garden Ladies et de son auteur dans son livre The Covent Garden Ladies: Pimp General Jack and the Extraordinary Story of Harris's List, et, en 2008, elle publie The Harlot's Handbook: Harris's List., une sélection des "entrées les plus drôles, les plus grossières et les plus surréalistes" des annuaires. La BBC adapte ensuite le matériel pour un documentaire, présenté par Rubenhold elle-même, intitulé The Harlot's Handbook.
Rubenhold apparaît régulièrement en tant que contributrice experte sur des documentaires d'histoire pour les réseaux britanniques et américains. Elle contribue à la série de la BBC The Beauty of Maps et à History Cold Case et à Channel 4's Titanic: The Mission, ainsi qu'à Travel Channel's Mysteries at the Museum et Private Lives of the Monarchs. Elle travaille également comme consultante historique pour Jonathan Strange & Mr Norrell (BBC) et Harlots (Hulu / Amazon).
Son livre, Lady Worsley's Whim, publié en novembre 2008, est un récit de l'un des scandales sexuels les plus sensationnels du XVIIIe siècle, l'affaire de conversation criminelle de Richard Worsley contre Maurice George Bisset pour avoir commis un adultère avec Seymour Dorothy Fleming, membre de La nouvelle coterie féminine créée par Caroline Stanhope, comtesse de Harrington. Il est présenté comme le livre de la semaine de BBC Radio 4 à partir du 3 novembre 2008 et est adapté en drama de 90 minutes pour BBC 2 intitulé The Scandalous Lady W, diffusé le 17 août 2015 avec en vedette Natalie Dormer.
Rubenhold écrit deux romans, tous deux se déroulant au XVIIIe siècle. The French Lesson se déroule pendant la Terreur dans le Paris révolutionnaire. Il fait suite à son premier roman, Mistress of My Fate, premier tome de la série Confessions of Henrietta Lightfoot. Les deux livres sont écrits comme un hommage aux œuvres classiques de la littérature du XVIIIe et du début du XIXe siècle.
Son livre le plus récent est The Five, une biographie des cinq victimes de Jack l'Éventreur. Il remporte le prix Baillie Gifford de 50 000 £ en 2019 et est désigné livre de l'année du Hay Festival,. Il est également sélectionné pour le prix d'histoire Wolfson 2020.
Rubenhold est mariée et vit à Londres.